# Budino di riso
Budino di riso – rodzaj włoskiego deseru typowego dla Toskanii, tarta wypełniona kremowym puddingiem ryżowym i doprawiona zwykle skórką z cytryny i likierem anyżowym.